# Asteloeca traili
Asteloeca traili är en getingart som först beskrevs av Cameron 1906.  Asteloeca traili ingår i släktet Asteloeca och familjen getingar. Inga underarter finns listade.